# 김성곤 (1952년)
김성곤(金星坤, 1952년 11월 6일~)은 대한민국의 정치인이다. 제15·17·18·19대 국회의원을 지냈다.

## 학력
- 서울대학교사범대학부설국민학교 졸업
- 서울대학교사범대학부설중학교 졸업
- 1971년 경기고등학교 졸업
- 1978년 고려대학교 사학 학사
- 1985년 템플 대학교 대학원 철학 석사
- 1990년 템플 대학교 대학원 철학 박사

## 경력
- 원광대학교 국제교육부 강사
- 이화여자대학교 국제교육부 강사
- 연세대학교 국제교육부 강사
- 한양대학교 겸임교수
- 인하대학교 겸임교수
- 동국대학교 겸임교수
- 용인대학교 석좌교수
- 한국산업정책연구소 이사장
- 한국종교인평화회의 사무총장
- 1996년 4월 11일: 대한민국 제15대 국회의원 선거 당선(전남 여천시·여천군, 새정치국민회의, 초선)
- 1996년 5월 30일~2000년 5월 29일: 제15대 국회의원(전남 여천시·여천군, 새정치국민회의→새천년민주당, 초선)
- 1996년~2000년: 새정치국민회의 전라남도 지부 여천시·여천군 지구당위원장
- 새정치국민회의 원내부총무
- 국립중앙청소년수련원 원장
- 2004년 4월 15일: 대한민국 제17대 국회의원 선거 당선(전남 여수시 갑, 열린우리당, 재선)
- 2004년 5월 30일~2008년 5월 29일: 제17대 국회의원(전남 여수시 갑, 열린우리당→대통합민주신당→통합민주당, 재선)
- 열린우리당 종교특별위원회 위원장
- 열린우리당 중앙위원 
  - 2004년 5월: 제17대 국회 국방위원회 간사
  - 2004년 5월: 제17대 국회 예산결산특별위원회 위원
  - 2006년: 제17대 국회 국방위원회 위원장
- 2008년 4월 9일: 대한민국 제18대 국회의원 선거 당선(전남 여수시 갑, 통합민주당, 3선)
- 2008년 5월 30일~2012년 5월 29일: 제18대 국회의원(전남 여수시 갑, 통합민주당→민주당→민주통합당, 3선)
  - 2008년: 제18대 국회 국토교통위원회 위원
  - 2010년: 제18대 국회 여수세계박람회지원특별위원회 간사
  - 2010년: 제18대 국회 여수세계박람회지원특별위원회 사후활용 소위원장
  - 2012년: 제18대 국회 여수세계박람회지원특별위원회 위원장
- 2008년~2011년: 민주당 전라남도당 여수시 갑 지역위원회 위원장
- 2011년 12월~2013년 5월: 민주통합당 전라남도당 여수시 갑 지역위원회 위원장
- 2012년 4월 11일: 대한민국 제19대 국회의원 선거 당선(전남 여수시 갑, 민주통합당, 4선)
- 2012년 5월 30일~2016년 5월 29일: 제19대 국회의원(전남 여수시 갑, 민주통합당→민주당→새정치민주연합→더불어민주당, 4선)
  - 2012년 7월~2013년 3월: 제19대 국회 외교통상통일위원 위원
  - 2013년 4월~2016년 5월: 제19대 국회 외교통일위원회 위원
- 2013년 5월~2014년 3월: 민주당 전라남도당 여수시 갑 지역위원회 위원장
- 2014년 3월~2015년 12월: 새정치민주연합 전라남도당 여수시 갑 지역위원회 위원장
- 2015년 12월: 새정치민주연합 전략공천관리위원회 위원장
- 2015년 12월~2016년 5월: 더불어민주당 전라남도당 여수시 갑 지역위원회 위원장
- 2015년 12월~2016년 4월: 더불어민주당 전략공천관리위원회 위원장
- 2016년 2월~2016년 5월: 더불어민주당 전라남도당 위원장 직무대행
- 2016년 5월~2018년 2월: 더불어민주당 서울특별시당 강남구 갑 지역위원회 위원장
- 2018년 2월~2018년 7월: 제31대 국회사무총장(장관급)
- 더불어민주당 중앙위원회 의장
- 더불어민주당 재외동포위원장
- 사단법인 평화 이사장
- 2018년 7월~2020년 11월: 더불어민주당 서울특별시당 강남구 갑 지역위원회 위원장
- 2020년 11월~2023년 6월: 제10대 재외동포재단 이사장
- 대한민국헌정회 정책연구위원회 분과위원회 외교통일위원장
- 서울평화교육센터 이사장

## 가족 관계
- 김상영(부, 민주공화당 국회의원)
- 로버트 김(형, 본명 김채곤)

## 역대 선거 결과
|  | 78.87% |

|  | 62.08% |

|  | 81.18% |

|  | 43.10% |

|  | 45.18% |

|  | 39.63% |

## 소속 정당
| 소속 정당 | 소속 정당      | 소속 기간 | 비고      |
| --------- | -------------- | --------- | --------- |
|           | 새정치국민회의 | 1996~2000 | 정계 입문 |
|           | 새천년민주당   | 2000~2003 | 합당      |
|           | 무소속         | 2003      | 탈당      |
|           | 열린우리당     | 2003~2007 | 창당      |
|           | 대통합민주신당 | 2007~2008 | 합당      |
|           | 통합민주당     | 2008      | 합당      |
|           | 민주당         | 2008~2011 | 당명 변경 |
|           | 민주통합당     | 2011~2013 | 합당      |
|           | 민주당         | 2013~2014 | 당명 변경 |
|           | 새정치민주연합 | 2014~2015 | 합당      |
|           | 더불어민주당   | 2015~2018 | 당명 변경 |
|           | 무소속         | 2018      | 탈당      |
|           | 더불어민주당   | 2018~현재 | 복당      |

## 같이 보기
- 여천시·여천군
- 여수시 갑
- 여천시의 국회의원
- 여수시의 국회의원
- 대한민국의 국회사무총장